# International Broadcasting Convention

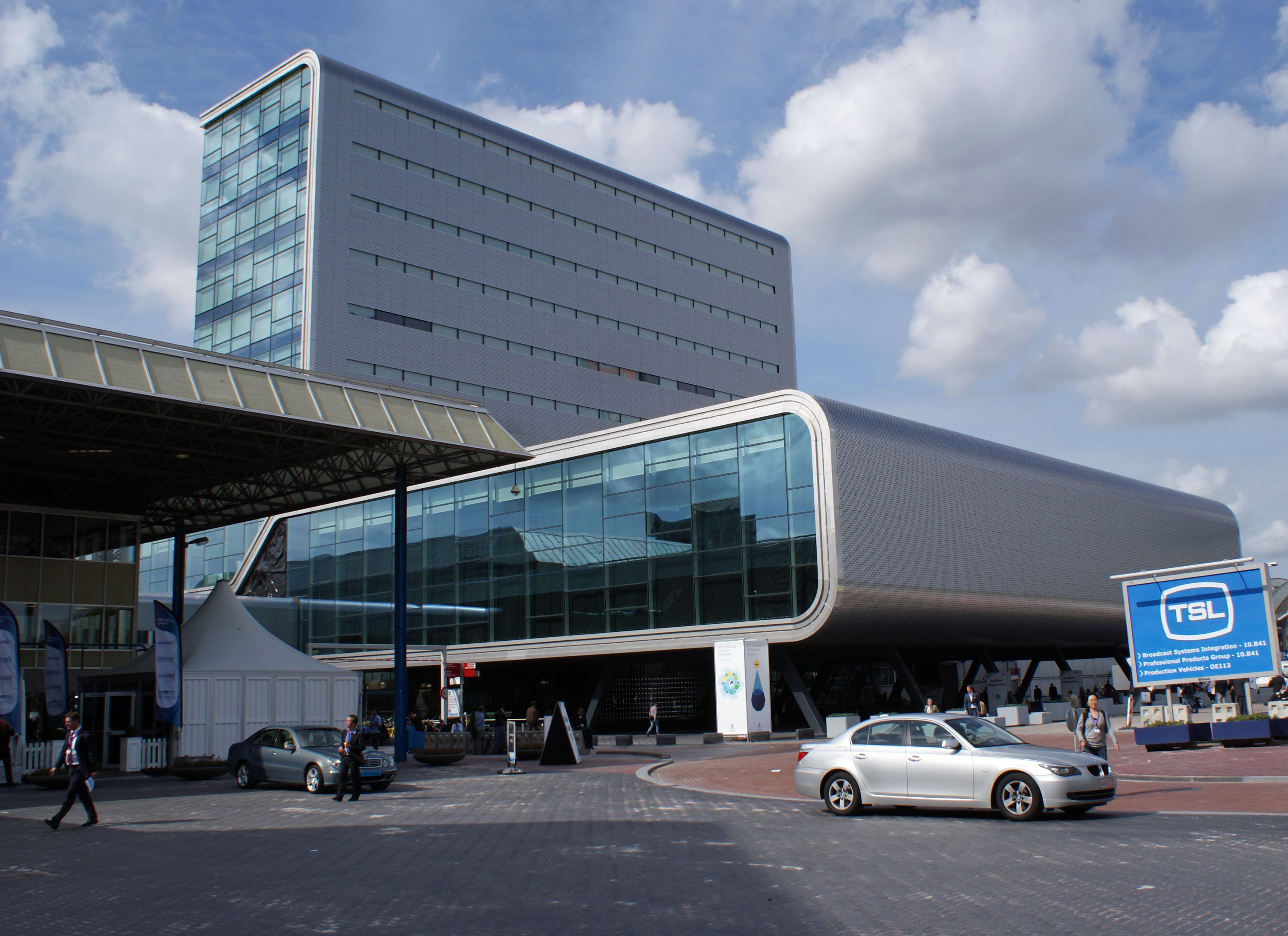
RAI Exhibition and Convention Centre

Die International Broadcasting Convention (IBC) ist, zusammen mit der NAB, eine der beiden weltweit wichtigsten Fachmessen für Film-, Fernseh- und Rundfunkproduktion und Vertrieb. Sie findet jährlich im September in Amsterdam im RAI Konferenzzentrum statt.
Alle relevanten Sendeanstalten, Gerätehersteller und technologische Dachverbände nehmen teil.

## Besucher
Die IBC 2007 besuchten 46.964 registrierte Gäste aus 120 Nationen.
Hiervon waren rund 30 % Aussteller oder geladene Sprecher.

## Angebote
Die IBC gliedert sich grundlegend in 2 Bereiche:
- Die Ausstellung, in welcher rund 1300 Firmen auf 1000 Ständen ihre Technologien und Leistungen präsentieren.
- Die Konferenz, die an den 7 Tagen der Messen jeweils ein spezifisches Tagesthema behandelt.

Neben diesen beiden Schwerpunkten gibt es verschiedene weitere Themenbereiche, so unter anderem:
- das IBC D-Cinema. Hier werden in maximaler Güte die neuesten Inhalte und Technologien der Kinobranche präsentiert.
- der Außenbereich. In diesem werden die modernsten Übertragungswagen präsentiert.

Zusätzlich werden jährlich Spezialveranstaltungen durchgeführt, so wurde beispielsweise 2006 UHDV erstmals in Europa präsentiert.

## Amsterdam und die IBC
Die Messe ist ein nicht unerheblicher Wirtschaftsfaktor für die gastgebende Stadt.
Während der IBC sind typischerweise die Hotelkapazitäten der Stadt völlig ausgelastet, und die Hoteliers erhöhen in diesem Zeitraum die Zimmerpreise um bis zu 300 %.
Für Touristen ist es daher anzuraten, während der Ausstellungswoche in Amsterdam keine Hotels zu buchen.

## Mediales Rahmenprogramm
Die IBC betreibt ihr eigenes Fernsehprogramm, das während der Messe in Amsterdam terrestrisch und via Kabel zu empfangen ist.

## Eintrittspreise
Der Eintritt zur Messe ist bis ca. vier Wochen vor Beginn kostenlos, wenn bis dahin eine Registrierung erfolgt ist. Danach kostet der Messeeintritt bis zu 100 Euro. Der Zugang zu den Konferenzen ist in unterschiedlichsten Varianten buchbar und kann bis zu mehreren hundert Euro kosten.

## Rolle in der Industrie
Während auf der NAB typischerweise Ankündigungen und Prototypen bestimmend sind, werden auf der IBC dann meistens die fertiggestellten Geräte vorgeführt.
So wurde auf der NAB 2006 die RED-Kamera angekündigt, auf der IBC desselben Jahres wurden dann erstmals laufende Bilder dieser Kamera aufgeführt.